# Henry of Lancaster, 3. Earl of Lancaster

Wappen Henrys vor 1322

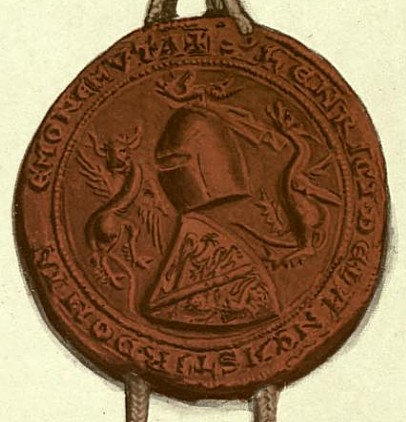
Siegel Henrys

Henry of Lancaster, 3. Earl of Lancaster und 3. Earl of Leicester (* um 1280; † 22. September 1345) war ein englischer Magnat.

## Herkunft
Henry of Lancaster entstammte einer Nebenlinie der englischen Herrscherfamilie Plantagenet. Er war der zweite Sohn von Edmund Crouchback, 1. Earl of Lancaster, dem jüngsten Sohn von König Heinrich III., und von dessen Frau Blanche, einer Tochter von Graf Robert von Artois und Witwe von König Heinrich I., König von Navarra und Graf von Champagne. Durch seine Geburt gehörte Heinrich sowohl in England wie auch in Frankreich dem Hochadel an. Er war nicht nur mit den englischen Königen eng verwandt, sondern über seine Halbschwester Jeanne auch mit dem französischen Königshaus.

## Kindheit, Erbe und Heirat
Henry verbrachte seine Kindheit und Jugend in England zusammen mit seinem älteren Bruder Thomas und mit Johann, dem Sohn und Erben des Herzogs von Brabant, der mit Henrys Cousine Margarete, einer Tochter von König Eduard I. verlobt war. Zusammen mit Thomas nahm Henry bereits als Jugendlicher an Turnieren teil, doch Henry hatte zu seinem älteren Bruder nie ein enges Verhältnis. Um seinen jüngeren Sohn mit Besitzungen zu versorgen, übertrug sein Vater die walisischen Burgen Grosmont, Skenfrith und Whitecastle, die sogenannten Three Castles, sowie Monmouth und zwei Güter in Gloucestershire dem König. Dieser gab sie Henrys Vater als lebenslanges sowie Henry als erbliches Lehen zurück, so dass Henry nach dem Tod seines Vaters 1296 der alleinige Besitzer dieser Besitzungen und damit zum Marcher Lord wurde. Sein Bruder Thomas erbte dagegen die anderen, umfangreichen Besitzungen ihres Vaters und die Titel Earl of Lancaster und Earl of Leicester. Daneben erbte Henry von seiner Großmutter väterlicherseits Eleonore von der Provence Besitzungen in der Provence. 1291 hatte Eduard I. das Recht, die junge Erbin Maud de Chaworth zu verheiraten, an seinen Bruder Edmund vergeben. Dieser verlobte sie mit Henry. Die Hochzeit fand vor dem 2. März 1297 statt. Durch das Erbe seiner Frau erhielt Henry die Herrschaft Kidwelly in Wales sowie weitere Besitzungen in Hampshire, Gloucestershire, Wiltshire und Northamptonshire. Nach dem Tod seines jüngeren Bruders John um 1317 erbte er dessen französischen Besitzungen, darunter Beaufort in der Île de France.

## Dienst als Militär
Von 1297 bis 1298 nahm Henry of Lancaster während des Französisch-Englischen Kriegs am Feldzug von Eduard I. nach Flandern teil. Im Februar 1299 wurde er erstmals als Baron Lancaster in ein Parlament berufen. 1301 wurde er zum Ritter geschlagen. Den Brief der Barone, mit dem diese 1301 gegen die Einmischung des Papstes in den Krieg mit Schottland protestieren wollten, besiegelte er als Henry of Lancaster, Lord of Monmouth. Ab 1300 wurde Henry regelmäßig zum Kriegsdienst im Krieg mit Schottland berufen, dabei nahm er 1300 an der Belagerung von Caerlaverock Castle teil. Von 1309 bis 1310, 1317 und 1323 sollte er in seinen walisischen Besitzungen Truppen für den Kampf in Schottland aufstellen. Während der Rebellion des Walisers Llywelyn Bren führte er als Marcher Lord im März 1316 zusammen mit William Montagu und John Hastings von Südostwales Truppen nach Glamorgan, um die Rebellion niederzuschlagen. Sein Cousin Eduard II., der seit 1307 König als Nachfolger von Eduard I. war, überließ ihm dafür die beschlagnahmten Besitzungen seiner walisischen Vasallen, die die Rebellion unterstützt hatten.

## Verhältnis zu Eduard II.

### Politische Tätigkeit bis 1317
1308 gehörte Henry zu den Magnaten, die Eduard II. und seine Frau Isabelle nach ihrer Heirat in Frankreich bei ihrer Ankunft in Dover begrüßten. Danach nahm er eine hervorgehobene Position während der Krönung des Paares in Westminster Abbey ein. 1310 gehörte er jedoch zu den oppositionellen Baronen, die den König zur Ernennung der Lords Ordainer zwangen, die 1311 die Ordinances, ein Programm zur Reform der Herrschaft veröffentlichten. 1313 begnadigte ihn der König für seine Rolle bei der Ermordung des königlichen Günstlings Piers Gaveston, wobei unklar ist, inwieweit Henry an der Affäre beteiligt war. In den nächsten Jahren nahm er mehrfach an Parlamenten und Ratsversammlungen teil. Bei der Ratsversammlung von Clarendon im Februar 1317 vertrat er möglicherweise seinen Bruder Thomas, der ein erbitterter Gegner der Politik des Königs geworden war.

### Rolle während der Rebellion seines Bruders
1317 berief der französische König Philipp V. Henry nach Frankreich, damit er ihm für seine Besitzungen in der Champagne und in Brie huldigen solle, die er von seiner Mutter geerbt hatte. Eduard II. bat den französischen König, diesen Termin aufzuschieben, doch von 1318 bis mindestens 1320 war Henry nicht in England, möglicherweise war er in Frankreich und besuchte seine dortigen Besitzungen sowie die Güter, die er nach dem Tod seines jüngeren Bruders John geerbt hatte. Henry blieb vermutlich sogar bis Frühjahr 1322 in Frankreich, so dass er sich nicht an der Rebellion seines Bruders Thomas ab 1321 beteiligte. Während dieser Rebellion, die im März 1322 von Eduard II. niedergeschlagen wurde, hatte Henry offenbar gar keinen Kontakt zu seinem Bruder. Zwar wurden auch die Besitzungen von Henry als Bruder des führenden Rebellen zeitweise beschlagnahmt, doch er erhielt sie rasch wieder zurück. Nachdem Thomas of Lancaster im März 1322 als Verräter hingerichtet worden war, bat Henry den König rasch, als Erbe seines kinderlos gestorbenen Bruders die Titel Earl of Lancaster und Earl of Leicester führen zu dürfen, dazu beanspruchte er die beschlagnahmten Besitzungen seines Bruders. Der König überließ ihm aber nur einen Teil der Familiengüter, dazu durfte er ab 1324 den Titel Earl of Leicester führen. Damit trat ein Teil der Vasallen und Gefolgsleute, die bereits seinem Bruder gedient hatten, in Henrys Dienst, darunter Hugh Cuilly und William Trussell.

### Zunehmenden Spannungen zwischen Lancaster und EduardII.
Im Sommer und Herbst 1322 nahm Henry nicht an dem gescheiterten Feldzug des Königs nach Schottland teil, da er möglicherweise immer noch in Frankreich war, doch ein Kontingent seiner Vasallen gehörte zum königlichen Heer. Nach dem Scheitern der Rebellion von Thomas of Lancaster wurde die Politik des Königs von dessen Günstlingen Hugh le Despenser dem Älteren und dessen gleichnamigen Sohn Hugh bestimmt. Hugh le Despenser der Ältere war zwar der Stiefvater von Henrys Frau Maud gewesen, doch Henry wurde rasch ein Gegner der Despensers. Als Bischof Adam Orleton von Hereford beschuldigt wurde, den Rebellen Roger Mortimer of Wigmore bei dessen Flucht aus dem Tower unterstützt zu haben, bat er Henry um Unterstützung. Henry sagte Orleton seine Unterstützung zu, doch als der König davon erfuhr, beschuldigte er nun auch Henry des Verrats. Der König wurde in seiner Überzeugung bestärkt, da Henry begonnen hatte, das Wappen seines Bruders zu führen und zu dessen Gedächtnis in Leicester ein Gedenkkreuz errichtet hatte. Die Vorwürfe gegen Henry sollten während eines Parlaments beraten werden, doch während des Parlaments stand die Debatte um eine geplante Reise des Königs nach Frankreich im Vordergrund. Als Herzog von Aquitanien sollte Eduard II. dem neuen französischen König Karl IV. huldigen. Henry sollte seinen Cousin auf dieser Reise begleiten, doch der König brach aus Angst, während seiner Abwesenheit könne es zu einer erneuten Rebellion kommen, nie nach Frankreich auf. 1326 beauftragte der König Henry, mit den Mord an dem Richter Roger Beler zu untersuchen, dazu sollte er im Kriegsfall die Aufstellung von Aufgeboten in den Midlands überwachen.

### Rolle während des Sturzes von EduardII.

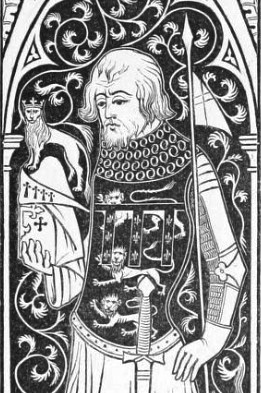
Henry of Lancaster. Darstellung nach seiner Grabbrasse in der Kirche St Mary’s in Elsing

Anstelle von Eduard II. war Königin Isabelle nach Frankreich gereist, um dem französischen König zu huldigen. Aus Gegnerschaft zu den Despensers hatte sie sich jedoch in Frankreich mit dem aus dem Tower entkommenen Roger Mortimer of Wigmore verbündet. Der König betraute verschiedene Magnaten mit der Verteidigung der verschiedenen Regionen des Reiches, um sie vor einem befürchteten Angriff von Mortimer zu schützen. Henry sollte zusammen mit dem älteren Despenser die Midlands verteidigen. Als im September 1326 tatsächlich die Königin und Mortimer mit einem kleinen Söldnerheer in Südengland landeten, um den König zu stürzen, kam Anfang Oktober John Vaux mit Geld, Waffen und Pferden nach Leicester. Er wollte damit den älteren Despenser bei der Abwehr der Invasion unterstützen, doch Henry erfuhr, dass Vaux in Leicester Abbey Quartier bezogen hatte. Er überraschte dort Vaux, nahm ihn gefangen und bemächtigte sich der Ausrüstung und des Geldes. Innerhalb von drei Tagen stellte er ein Aufgebot auf, mit dem er sich Königin Isabelle in Dunstable anschloss. Die Herrschaft von Eduard II. und der Despensers brach rasch zusammen. Henry nannte sich nun Earl of Lancaster und Leicester. Am 26. Oktober 1326 nahm er an der Ratsversammlung in Bristol teil, bei der zahlreiche Barone den Prince of Wales Eduard zum Reichsverweser anstelle des geflüchteten Königs ernannten. Am nächsten Tag gehörte er zu den Richtern, die den gefangen genommenen Hugh le Despenser den Älteren zum Tod verurteilten und hinrichten ließen. Anschließend leitete er die Verfolgung von Eduard II., der mit dem jüngeren Despenser nach Wales geflüchtet war. Am 16. November konnte er den König und Despenser in Südwales gefangen nehmen. Lancaster brachte den König in seine Herrschaft Monmouth. Am 20. November übergab ihm dort der gestürzte König das Großsiegel, und Lancaster, wie Henry nun genannt wurde, brachte ihn weiter in seine Burg Kenilworth. Danach nahm er in Hereford an dem Tribunal teil, das den jüngeren Despenser zum Tod verurteilte. Im Dezember 1326 übertrug die neue Regierung Lancaster die Verwaltung der Honour of Lancaster einschließlich Lancaster Castle sowie von weiteren Besitzungen, die früher seinem Bruder Thomas of Lancaster gehört hatten. Lancaster unterstützte anschließend den Thronwechsel zugunsten des jungen Prince of Wales. Er nahm im Januar 1327 an dem Parlament teil, das Eduard II. für abgesetzt erklärte und stattdessen dessen Sohn Eduard III. auf den Thron setzte. Anschließend gehörte er der Delegation an, die den gefangenen Eduard II. in Kenilworth zur Abdankung bewegte. Dabei soll er zusammen mit dem Bischof von Winchester den ehemaligen König gestützt haben, als dieser zusammenbrach, als von ihm verlangt wurde, abzudanken.

## Politische Tätigkeit während der Herrschaft von EduardIII.

### Mitglied des Regentschaftsrats
Unmittelbar vor der Krönung von Eduard III. am 1. Februar 1327 schlug Lancaster den König sowie drei Söhne von Mortimer zu Rittern, und während der Krönung führte Lancaster die Reihe der Magnaten an. Anschließend übertrug ihm das Parlament die Oberaufsicht über den minderjährigen König. Lancaster übernahm den Vorsitz im Regentschaftsrat, dem neben anderen Prälaten und Magnaten auch Edmund of Woodstock, 1. Earl of Kent und Thomas of Brotherton, 1. Earl of Norfolk, zwei Onkel des Königs, Henrys Schwiegersohn Thomas Wake sowie die mit verbündeten nordenglischen Barone Henry Percy und John de Ros angehörten. Im März 1327 wurde die Verurteilung von Thomas of Lancaster für ungültig erklärt, worauf Henry den Großteil von dessen Ländereien als Erbe erhielt. Allerdings erhielt er nicht alle Besitzungen seines Bruders zurück, vor allem nicht dessen Hauptsitz Pontefract Castle. Im Juli 1327 wurde Lancaster Mitglied eines Ausschusses, der die Schenkungen von Landbesitzern an die Despensers, die oft unter Druck erfolgt waren, überprüfte und rückgängig machte.

### Rolle während des fehlgeschlagenen Feldzugs gegen Schottland 1327
Kurz nach der Thronbesteigung von Eduard III. kam es Anfang 1327 zu einem neuen schottischen Überfall auf Nordengland. Um die Schotten, die bis in das County Durham vorgedrungen waren, abzuwehren, wurde eine Armee aufgestellt. Für diese sollte Lancaster Truppen in Wales aufstellen und nach Newcastle führen. Im Juni wurden Lancaster und der Earl of Kent als Kommandanten der Armee benannt, im Juli wurde Lancaster dann alleiniger Oberbefehlshaber dieses später Weardale Campaign genannten Feldzugs. Als die Engländer die Schotten bei Stanhope Park stellten, zögerten die Engländer mit einem Angriff, so dass die Schotten entkommen konnten. Nach Angaben verschiedener Chronisten soll Roger Mortimer den Angriff verhindert haben, während Lancaster und andere Führer auf einen Angriff gedrängt hätten. Nach diesem beschämenden Ende des Feldzugs kam es zu Verhandlungen. Während des Parlaments von York im Februar 1328 lehnten Lancaster und seine Anhänger entschieden einen Frieden mit Schottland ab, doch dennoch schloss die von Mortimer beherrschte Regierung am 17. März 1328 mit Schottland den Vertrag von Edinburgh, der am 8. Mai von Eduard III. in Northampton bestätigt wurde. Mit diesem Vertrag erkannte England die Unabhängigkeit Schottlands an, womit der jahrelange Krieg mit Schottland beendet wurde. Viele Engländer empfanden den Vertrag jedoch als Schande, dazu lehnten ihn besonders die Barone, die Ansprüche auf schottische Gebiete erhoben, entschieden ab. Zu diesen Baronen, die als Enterbte bezeichnet wurden, gehörte auch Henrys Schwiegersohn Thomas Wake.

### Zunehmende Spannungen zwischen Lancaster und Mortimer
Obwohl Lancaster offiziell den Regentschaftsrat leitete und damit der Führer der Regierung war, lag die eigentliche Macht bei Königin Isabelle und ihrem Liebhaber Roger Mortimer. Bereits im April 1327 hatte Mortimer ohne Absprache mit dem Regentschaftsrat den gestürzten König von Kenilworth nach Berkeley Castle bringen lassen, wo er wahrscheinlich im September ermordet wurde. Im März 1328 wurde Lancasters Verbündeter John de Ros als Steward of the Household abgelöst und durch Mortimers Verbündeten John Maltravers ersetzt, womit dieser den Haushalt des Königs kontrollieren konnte. Der gegen Lancasters Willen geschlossene Frieden mit Schottland hatte seine Machtlosigkeit deutlich gemacht. Im Frühjahr und Sommer 1328 kam es zunehmend zu politischen Spannungen, und Lancaster wurde schließlich zum Führer der Gegner Mortimers. Die Unzufriedenheit über Mortimer beruhte vor allem auf den ausgebliebenen Angriff bei Stanhope, auf den Frieden von Edinburgh, auf die Bereicherung von Isabelle und Mortimer auf Staatskosten, die dazu den Regentschaftsrat umgingen, und auf die andauernden Unruhen in England. Die Begeisterung und Zustimmung, die Isabelle und Mortimer bei ihrer Invasion erfahren hatten, war nach Angaben der Chronisten in Hass umgeschlagen.
Lancaster hatte sich bereits Anfang 1328 geweigert, an einer Sitzung des Kronrats in York teilzunehmen, in dem es um Belange in der Gascogne ging. Im Sommer 1328 wurde aus seiner Gegnerschaft zu Mortimer offene Feindschaft. Im Juli nahm er an einem Parlament in York nicht teil, das er selbst gefordert hatte. Am 7. September 1328 traf er Mortimer, Isabelle und den König bei Barlings Abbey bei Lincoln und drohte Mortimer den Einsatz seines bewaffneten Gefolges an, das er mitführte. Der junge König befürchtete nun, dass Lancaster offen gegen ihn rebellieren würde. In Lancasters Auftrag verhandelten der Bischof von Winchester und Thomas Wake mit Londoner Kaufleuten, die am 27. September 1328 eine Auflistung von Beschwerden gegen Mortimer an den König sandten. Sie verlangten eine Reduzierung des Besitzes der Königin, eine Überprüfung der Verantwortlichkeit für das Scheitern des Feldzugs gegen Schottland und vor allem eine Entfernung von Mortimer vom Königshof.

### Die Rebellion Lancasters gegen Mortimer
Am 23. Dezember 1327 hatte Robert de Holand, ein früherer Vasall von Thomas of Lancaster, seine beschlagnahmten Besitzungen zurückerhalten. Holand war der wichtigste Vasall von Lancasters Bruder gewesen, doch er hatte sich mit seinem Heer während dessen Rebellion frühzeitig ergeben und so zum Scheitern der Rebellion beigetragen. Damit war er bei den Anhängern der Lancasters besonders verhasst. Am 15. Oktober 1328 wurde Holand von Thomas Wyther in Hertfordshire ermordet, als er auf dem Weg nach London war, um dort Königin Isabelle zu treffen. Der abgeschlagene Kopf Holands wurde Lancaster zugesandt. Lancaster weigerte sich nun, im Oktober 1328 an dem Parlament in Salisbury teilzunehmen, wo ihm wegen des Mords eine Anklage drohte, und wiederholte Klagen gegen Mortimer. Trotz der Bitten des Königs blieb Lancaster mit einer von ihm aufgebotenen Armee im unweit von Salisbury gelegenen Winchester. Bischof John Stratford von Winchester versuchte vergeblich zu vermitteln. Während des Parlaments wurde vermutet, dass Lancaster nicht an dem Parlament teilnahm, weil er befürchtete, dass Mortimer ihn entmachten und stürzen wolle. Daraufhin schwor Mortimer, der zum Earl of March erhoben wurde, auf Drängen von Erzbischof Simon Mepeham, dass er Lancaster nicht schaden wolle. Dennoch blieb Lancaster weiter dem Parlament fern. Nach dem Ende des Parlaments eilte Lancaster nach Leicester, dem Zentrum seiner Besitzungen, während der Königshof zunächst nach Westminster, dann aber nach Gloucester und weiter nach Worcester zog. Nachdem Verhandlungen zwischen Mortimer und Lancaster im Dezember kein Ergebnis brachten, schien nun ein bewaffneter Konflikt zwischen den beiden Parteien unausweichlich. Anfang Januar 1329 erschien Lancaster in London, wo sich ihm Thomas Wake, Henry de Beaumont, 1. Baron Beaumont, Thomas Roscelyn, William Trussell und andere Barone anschlossen, vor allem aber auch der Earl of Kent und der Earl of Norfolk. Dazu unterstützten Erzbischof Mepham und die Bischöfe von Winchester und London offen Lancaster. Am 29. Dezember hatte Mortimer Lancaster offen zum Rebellen erklärt. Er führte nun eine Armee nach Leicester, die die Stadt und Lancasters dortige Besitzungen plünderte. Daraufhin marschierte Lancaster mit seinen Verbündeten, unterstützt durch ein starkes Aufgebot der City of London nach Bedford. Kurz bevor es jedoch zur Schlacht kam, versuchten Erzbischof Mepham und Bischof Gravesend von London erneut zu vermitteln. Mehrere Unterstützer Lancasters fürchteten nun die Rache Mortimers, und wenig später wechselten der Earl of Kent und der Earl of Norfolk in Bedford die Seiten und schlossen sich Mortimer an. Lancaster selbst war möglicherweise gar nicht zu einem blutigen Konflikt bereit gewesen, denn er bat wenig später Erzbischof Mepham um Vermittlung und Mortimer und den König um Gnade. Diese verzichteten auf eine Hinrichtung Lancasters, sondern unterwarfen ihn formal dem Urteil von Königin Isabelle. Am 16. Januar wurden Lancasters Besitzungen sowie die seiner Unterstützer beschlagnahmt. Er wurde zur Zahlung einer hohen Strafe von £ 11.000 verurteilt, und nur gegen das Versprechen, weitere £ 30.000 zu zahlen, erhielt er am 6. Februar 1329 seine Besitzungen zurück. Als Zugeständnis wurde ihm zugesichert, dass während des nächsten Parlaments über die Beschwerden gegen die Regierung beraten werden solle. Seine Unterstützer Henry Beaumont, Thomas Roscelyn, William Trussell sowie Thomas Wyther, der Mörder von Holand, wurden aus England verbannt. Weitere Anhänger Lancasters wurden zu Geldstrafen verurteilt.

### Weitere politische Tätigkeit während der Regentschaft von Mortimer
Lancaster durfte nach seiner gescheiterten Rebellion zwar seine Besitzungen behalten, doch er war entmachtet und hatte seinen politischen Einfluss verloren. Durch die Krise war er stark gealtert und verlor dazu seine Sehkraft, doch Mortimer wollte ihn am liebsten ganz aus dem Weg räumen. Im September 1329 wurde Lancaster erlaubt, mit seinem Gefolge nach Frankreich zu reisen und dort bis Weihnachten zu bleiben. Am 3. Dezember beauftragte der König Bischof William Airmyn von Norwich, zu Lancaster nach Frankreich reisen, damit sie beide als Gesandte zum französischen Hof reisten. Dort sollten sie mit König Philipp VI. von Frankreich rechtliche Fragen klären, die nach der am 6. Juni erfolgten Huldigung von Eduard III. noch offen waren. Lancasters Aufenthalt in Frankreich wurde weiter verlängert, als der König ihn im Januar 1330 beauftragte, über eine Heirat zwischen Philipps ältestem Sohn Johann mit Eleonore, einer Schwester von Eduard III. zu verhandeln. Am 28. Februar beauftragte der König Lancaster mit weiteren Friedensverhandlungen mit Frankreich. Wann genau Lancaster danach nach England zurückkehrte, ist unbekannt. Er war im Oktober 1330 zu dem Parlament, dass der König nach Nottingham berufen hatte, angereist, doch angeblich soll Mortimer ihm ein Quartier beim König in Nottingham Castle verweigert und verlangt haben, dass er mindestens eine Meile außerhalb der Stadt Quartier beziehen solle. Möglicherweise war Lancaster bereit, den Staatsstreich, in dem der junge Eduard III. in der Nacht zum 19. Oktober Mortimer entmachtete, zu unterstützen. Letztlich konnte der König Mortimer ohne Unterstützung durch Lancaster verhaften, doch als der erblindete Lancaster vom Sturz Mortimers erfuhr, soll er lauthals gejubelt haben. Er überzeugte den König, den gefangenen Mortimer nicht ohne Verfahren hinzurichten, sondern von einem Parlament verurteilen zu lassen. Während des folgenden Parlaments in Westminster wurde Mortimer als Verräter zum Tod verurteilt, während Lancaster und seine Anhänger begnadigt wurden. Am 12. Dezember wurden ihnen die nach der Rebellion verhängten Strafzahlungen erlassen.

### Weitere Tätigkeit während der Herrschaft von EduardIII.
Nach dem Sturz von Mortimer gehörte Lancaster trotz seiner Erblindung wieder Kommissionen und Ausschüssen an und wurde auch zu den Parlamenten und den Sitzungen des Kronrats geladen. 1331 diente er als Richter, und im selben Jahr gehörte er zu den Mitgliedern des Rates, der während des Aufenthalts des Königs in Frankreich den Regenten John of Eltham beraten sollte. 1333 wurde Lancaster sogar zum Kriegsdienst im Krieg mit Schottland aufgefordert, während er 1335 aufgrund seiner Blindheit für den Kriegsdienst entschuldigt wurde. Lancaster übernahm noch verschiedene Aufgaben für den König, unter anderem gehörte er 1339 der Gesandtschaft an, die einen Vertrag mit dem Herzogtum Brabant schloss. Eduard III. dankte ihm mit Geldschenkungen und der Verleihung von Rechten und Privilegien für seine Besitzungen. Aus seinen umfangreichen Besitzungen hatte Lancaster Anfang der 1330er Jahre jährliche Einkünfte von etwa £ 5500. Bereits 1333 hatte Lancaster seinem einzigen Sohn Henry of Grosmont die Besitzungen in Südwales und in Yorkshire übertragen. Grosmont zeichnete sich im Krieg mit Schottland aus und vertrat seinen Vater während der Parlamente.

## Ehe und Nachkommen
Henry hatte mit seiner Frau Maud de Chaworth mindestens einen Sohn und sechs Töchter:
1. Blanche of Lancaster (1305–1380) ⚭ Thomas Wake, 2. Baron Wake of Liddell
2. Henry of Grosmont (um 1310–1361) ⚭ Isabel de Beaumont, Tochter von Henry de Beaumont und Alicia Comyn, 8. Countess of Buchan
3. Matilda of Lancaster (1310–1377), ⚭ (1) William Donn de Burgh, 3. Earl of Ulster, ⚭ (2) Ralph Ufford
4. Joan of Lancaster (1312–1345) ⚭ John Mowbray, 3. Baron Mowbray
5. Isabel of Lancaster, Äbtissin von Amesbury Abbey (1317–1347)
6. Eleanor of Lancaster (1318–1372), ⚭ (1) John de Beaumont, 2. Baron Beaumont, ⚭ (2) Richard FitzAlan, 10. Earl of Arundel
7. Mary of Lancaster (1320–1362) ⚭ Henry Percy, 3. Baron Percy

Er konnte alle seine Töchter vorteilhaft verheiraten, teils mit Kindern seiner eigenen Gefolgsleute wie Thomas Wake und John de Beaumont. Seine Frau starb zwischen 1317 und 1322. Ob er nach ihrem Tod ein zweites Mal geheiratet hatte, ist ungeklärt. Angeblich soll er um 1323 Alix, eine Tochter des berühmten Jean de Joinville geheiratet haben, die jedoch auch schon mit seinem Bruder John verheiratet gewesen sein soll. Sein Erbe wurde sein Sohn Henry of Grosmont.
Nach 1330 hatte Lancaster in Leicester Castle ein der Jungfrau Maria gewidmetes Hospital gestiftet, wo er auch begraben wurde. Nach seinem Tod wurde das Hospital in das Kollegiatstift St Mary in the Newarke umgewandelt.

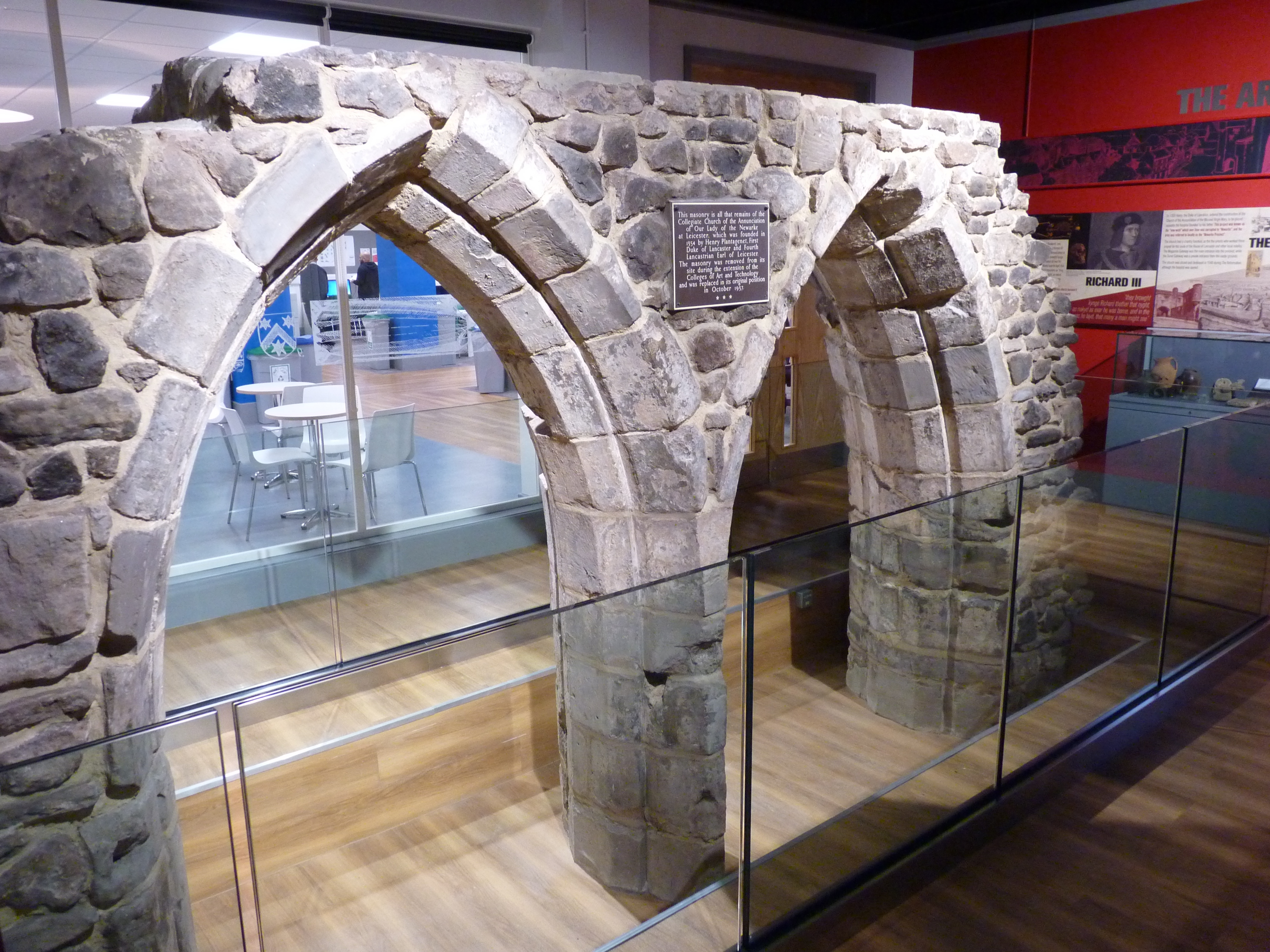
Rekonstruierte Bögen der Kirche St Mary on the Newarke im Heritage Centre der De Montfort University in Leicester

## Bewertung
Als reicher Magnat spielte Lancaster in den 1320er Jahren eine wichtige politische Rolle. Durch seine Hartnäckigkeit blieb nach der Verurteilung und Hinrichtung seines Bruders Thomas das Lancaster-Erbe erhalten. Er war ein Gegner der Günstlingsherrschaft der Despensers, hatte erheblichen Anteil an deren Sturz und am Sturz seines Cousins Eduard II., konnte aber nicht die Willkürherrschaft von Roger Mortimer und von Königin Isabelle verhindern. Als erfahrener Militär aus den Kriegen mit Schottland scheint er auch bereit gewesen zu sein, sowohl 1326 gegen die Despensers wie auch 1328 gegen Mortimer zu kämpfen, wozu es jedoch beide Male nicht kam. Mehrere Chronisten lobten ihn für seine Loyalität gegenüber Eduard III. und für seine Tätigkeit als Ratgeber. Der Chronist Froissart schreibt, dass Lancaster als Spitznamen Tortcol genannt wurde, was entweder auf eine körperliche Missbildung hinweist, aber auch als Wendehals eine Anspielung auf seinen Stolz sein könnte. Ian Mortimer schreibt über Henry in seiner Biografie über Roger Mortimer, dass Lancaster kein geschickter Stratege war. Er hätte während seiner Revolte von 1328 bis 1329 kein klares Konzept und keine Ideen zur Verbesserung der Regierung gehabt, sondern war nur bestrebt, Mortimer zu stürzen und seinen eigenen Besitz und seine Macht auszubauen.